# Tre ragazze di Broadway
Tre ragazze di Broadway (Give a Girl a Break) è un film del 1953 diretto da Stanley Donen.

## Trama
La diva di uno spettacolo di Broadway abbandona le prove e la produzione è costretta a cercare una sostituta. Ted Sturgis, regista e coreografo dello show, propone di trovarla pubblicando un annuncio sul giornale. Al provino si presentano folle di ragazze piene di speranze.
Tre sono le prescelte: la ballerina Joanna Moss, la giovane Suzy Doolittle e l'ex partner di Sturgis, Madelyn Corlane, una ballerina in pensione che Ted riesce a convincere di ritornare sul palcoscenico.

## Produzione
Il film fu prodotto da Jack Cummings per la Metro-Goldwyn-Mayer (MGM).

## Distribuzione
Distribuito dalla Metro-Goldwyn-Mayer (MGM), il film uscì nelle sale cinematografiche USA il 3 dicembre 1953.

## Citazioni
- Nel 1954, il film fu parodiato in un cortometraggio di animazione della MGM, The Flea Circus, di Tex Avery.